# Oriolus crassirostris
L'oriolo di São Tomé (Oriolus crassirostris Hartlaub, 1857) è un uccello della famiglia degli Oriolidi.

## Distribuzione e habitat
Come indica il nome, vive solamente su São Tomé, una piccola isola dell'Atlantico situata 250 km al largo delle coste nord-occidentali del Gabon. È diffuso su gran parte dell'isola, a eccezione delle regioni nord-orientali, soprattutto nel sud-est e nelle zone centrali.